# Gamla Missionskyrkan, Uppsala
Gamla Missionskyrkan, eller Lutherska missionshuset som byggnaden hette till en början, var kyrkolokalerna för Uppsala missionsförsamling från 1875 till 1983. Byggnaden är ännu belägen på Kungsgatan 16 i Uppsala, i klassisk engelsk/amerikansk kapellstil. 

## Historik
Byggnaden uppfördes efter att två tidigare missionsföreningar, Uppsala missionsförening och Uppsala stadsmission, sammanslöts och år 1870 bildade Uppsala stads missionsförening. Föreningen växte till den grad att man såg behovet av ett missionshus, som invigdes år 1875. Året därpå förrättades av P. P. Waldenström enskild nattvardsgång. Detta, i samband med andra olika oenigheter, ledde till att missionsföreningen splittrades – utträdet ur Evangeliska Fosterlandsstiftelsen – och år 1876 grundandet av Svenska missionsförbundet (sedermera Equmeniakyrkan) samt den lokala församlingen Uppsala missionsförsamling.